# Witte Venn, Krosewicker Grenzwald
Witte Venn, Krosewicker Grenzwald este o arie protejată (arie specială de conservare — SAC, sit de importanță comunitară — SCI) din Germania întinsă pe o suprafață de 28,73 ha, integral pe uscat.

## Localizare
Centrul sitului Witte Venn, Krosewicker Grenzwald este situat la coordonatele 52°04′29″N 6°43′23″E / 52.0747°N 6.7231°E.

## Înființare
Situl Witte Venn, Krosewicker Grenzwald a fost declarat sit de importanță comunitară în octombrie 2000.

## Biodiversitate
Situată în ecoregiunea atlantică, aria protejată conține 7 habitate naturale: Ape stătătoare oligotrofe până la mezotrofe, cu vegetație de Littorelletea uniflorae și/sau de Isoëto-Nanojuncetea, Lacuri și iazuri distrofice naturale, Pajiști umede nord-atlantice cu Erica tetralix, Pajiști uscate europene, Mlaștini turboase de tranziție și turbării mișcătoare, Depresiuni pe substraturi de turbă de Rhynchosporion, Mlaștini împădurite.
La baza desemnării sitului se află o specie protejată de  plante: Luronium natans.
Pe lângă speciile protejate, pe teritoriul sitului au mai fost identificate 4 specii de plante, 2 specii de nevertebrate.